# Makrophagische Myofasciitis
Die Makrophagische Myofasciitis (MMF; griechisch myos ‚Muskel‘; Faszie von lateinisch fascis ‚Bündel‘; -itis ‚Entzündung‘) ist eine seltene lokalisierte Entzündung des Muskelbindegewebes, die 1993 erstmals und danach fast ausschließlich in Frankreich beobachtet wurde. Sie tritt in der Nähe der Einstichstellen vorausgegangener Impfungen auf. Histopathologisch wurden in diesen Bereichen kristalline Einschlüsse in Makrophagen gefunden, die als Aluminiumhydroxid identifiziert worden sind. Diese Einschlüsse stammen aus einer intramuskulär an dieser Stelle applizierten Impfung. Innerhalb der ersten 3 Monate nach Impfung kann eine MMF auftreten und über Jahre andauern. Dennoch ist nicht belegt, dass die Aluminiumverbindungen aus Impfstoffen die Hauptursache für das Bilden einer MMF sind; so spielen genetische Faktoren durchaus eine Rolle.
Das Global Advisory Committee for Vaccine Safety der Weltgesundheitsorganisation (WHO) hatte 2003 die Ergebnisse einer Fallkontrollstudie aus Frankreich diskutiert, die den möglichen Zusammenhang zwischen lokalen Läsionen nach Impfung und systemischen Reaktionen untersucht hat. Das Committee kam zu dem Ergebnis, dass eine Persistenz von aluminiumhaltigen Makrophagen an der Injektionsstelle nicht mit spezifischen klinischen Symptomen oder Krankheiten assoziiert ist. 2008 hatte das Gremium ferner festgestellt, dass neuere tierexperimentelle Daten die Annahme stützen, dass zwar MMF ein Marker für entzündliche Reaktionen aufgrund des Verbleibs von Aluminium an der Injektionsstelle darstellt, jedoch keine weiteren systemischen Symptome auslöst. Ein klarer kausaler Zusammenhang zwischen aluminiumhydroxidhaltigen Impfstoffen und MMF konnte nicht belegt werden.
Zudem wurde das Krankheitsbild der MMF erst ab etwa 1998 beobachtet, Aluminiumverbindungen als Wirkverstärker in Impfseren jedoch schon jahrzehntelang vorher in Gebrauch waren. Schließlich hat man MMF praktisch nicht außerhalb von Frankreich beobachtet, obwohl weltweit aluminiumhaltige Impfstoffe verwendet werden.
Von der MMF (lokal entzündliche Veränderungen) muss ein sogenanntes angebliches „MMF-Syndrom“ (MMFS) unterschieden werden. Das hauptsächlich von einigen französischen Autoren postulierte Syndrom soll klinische Symptome (wie z. B. Myalgien, chronische Müdigkeit, kognitive Dysfunktion) bis hin zu verschiedenen neurologischen Erkrankungen umfassen. Hierfür fehlen aber sowohl ein pathophysiologischer Mechanismus als auch Daten, die einen solchen kausalen Zusammenhang belegen.